# Bol'shechernigovsky (huyện)
Huyện Bol'shechernigovsky (tiếng Nga: ? райо́н) là một huyện hành chính tự quản (raion), của Tỉnh Samara, Nga. Huyện có diện tích 2848 km². Trung tâm của huyện đóng ở Bol'shaya Chernigovka.